# Ponte Rotto
El Puente Emilio (Pons Aemilius) o Ponte Rotto (lit. 'Puente Roto'), en Roma, construido como puente de madera y  reconstruido con piedra en el siglo II a. C. Cruzaba el Tíber, al norte del antiguo puente Sublicio.

## El puente en la época romana
Generalmente se atribuye a los censores Marco Emilio Lepido y Marco Fulvio Nobiliore, en el 179 a. C., que habrían construido los pilones, pero, basándonos en pasajes de Plutarco y de Tito Livio y en una representación en una moneda, se debería de atribuir a Manlio Emilio Lepido, en conexión con la construcción de la Via Aurelia, en torno al 241 a. C. En el 179 a. C. se reconstruyó con ocasión de la renovación del puerto fluvial cercano.
En el 142 a. C. los censores Publio Cornelio Escipión Emiliano y Lucio Mumio sustituyeron la originaria pasarela de madera con arcos de mampostería. El puente fue restaurado bajo Augusto en el 12 a. C.

## Edad Media y Edad Moderna
En la Edad Media están atestiguados también los nombres de Ponte di Lepido (Pons Lepidi) o Ponte Lapideo (Pons Lapideus), desde mediados del siglo VIII Ponte Maggiore (Pons Maior) y en 1144 Ponte dei Senatori (Pons Senatorum). En la guía de Roma de 1763 de Giuseppe Vasi (Itinerario istruttivo per ritrovare le antiche e moderne magnificenze di Roma) aparece citado como Ponte di s. Maria, llamado Rotto y se informan las denominaciones precedentes de Ponte Senatorio y Ponte Janiculense.
Sufrió daños en varias ocasiones en las crecidas del río (1230, 1422) y en 1552, bajo el Papa Julio III, Nanni di Baccio Bigio reconstruyó totalmente los arcos. En 1557 otra inundación lo destruyó de nuevo. 
En 1573 comenzó la enésima reconstrucción, bajo el Papa Gregorio XIII, por obra del arquitecto Matteo di Castello y se terminó en 1575, como se demuestra en la inscripción sobre el único arco que sobrevive en la actualidad. La gran inundación de 1598 hizo desaparecer tres de los seis arcos y el puente nunca más se reconstruiría, asumiendo la denominación de Ponte Rotto ('Puente Roto'). 
Entre 1853 y 1887 los restos del puente estuvieron unidos con pasarelas metálicas sujetas por cables a la orilla izquierda del río (según el proyecto del ingeniero Pietro Lanciani). Posteriormente esta pasarela se eliminó y los dos arcos más cercanos a la orilla se destruyeron para la construcción de los diques modernos del río. Actualmente solo se conserva uno de los tres arcos del siglo XVI, que se apoya en pilones originales del siglo II a. C.

## OtroPonte Rotto
La denominación de Ponte Rotto (Pons fractus o Pons ruptus) se daba anteriormente también a los restos del puente romano conocido como Ponte di Agrippa, posteriormente Ponte Antonino o Ponte Aurelio, luego Ponte di Valentiniano, hasta la reconstrucción del Ponte Sisto en el siglo XV.

## Galería

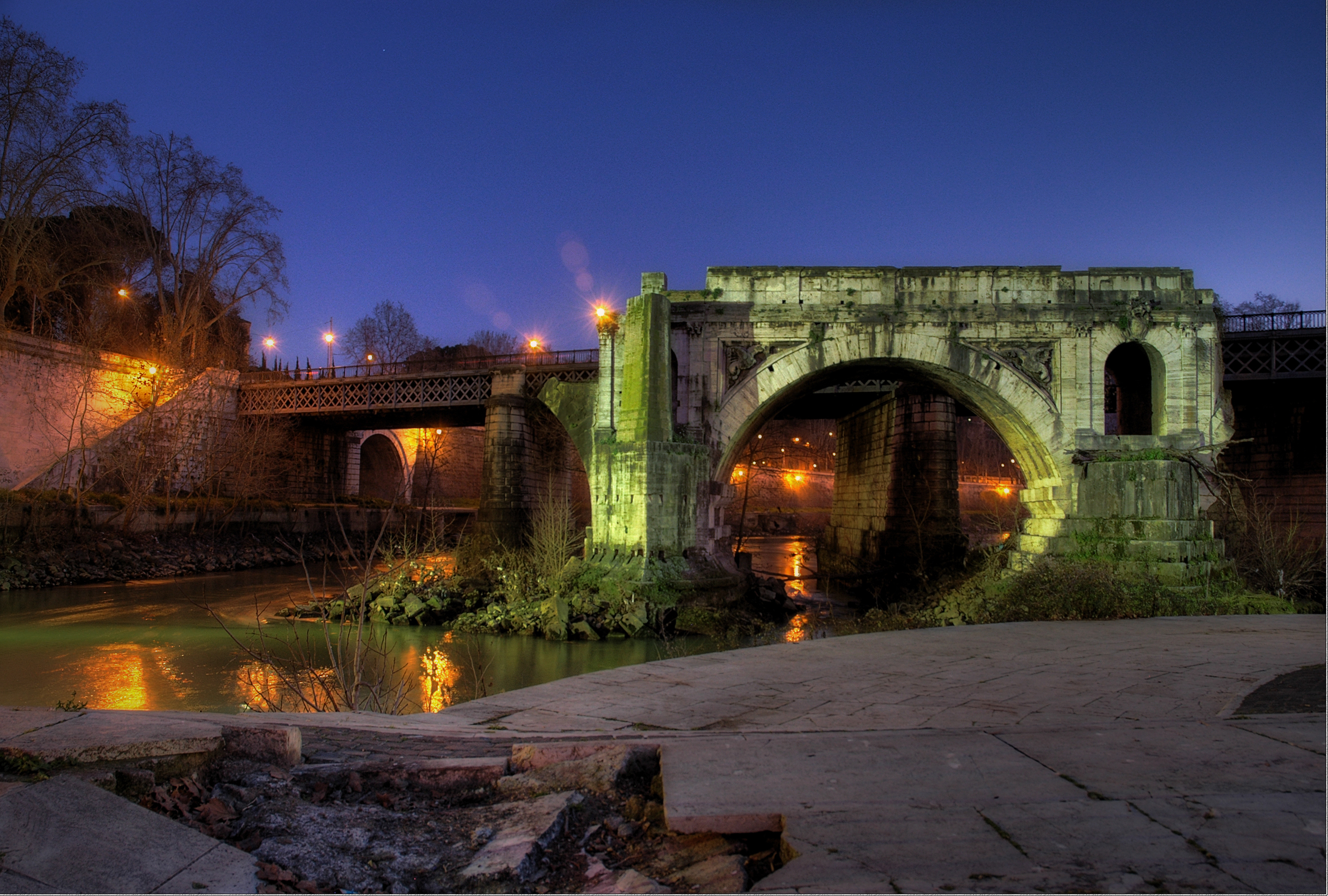
Vista nocturna del Ponte Rotto
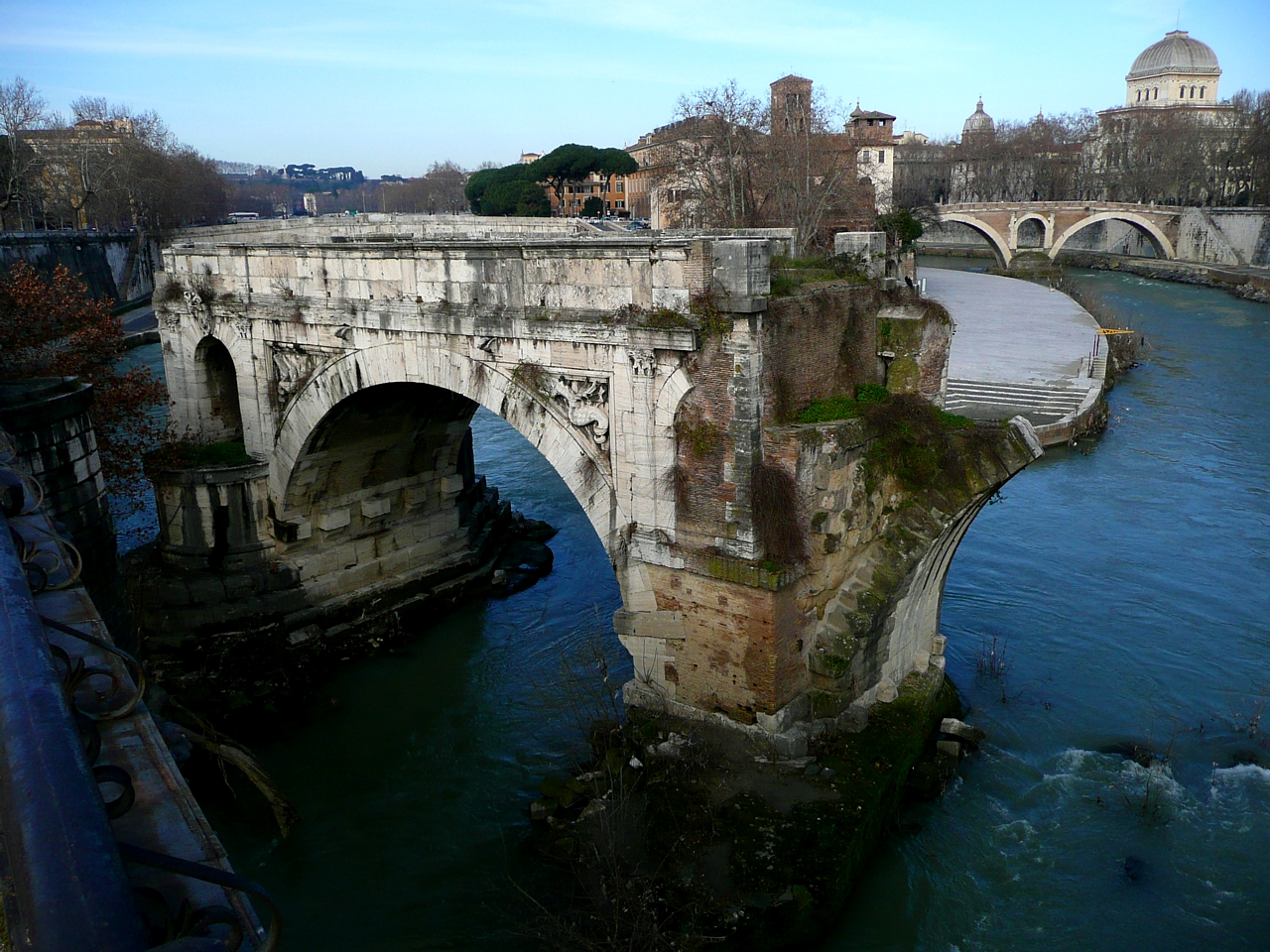
El Ponte Rotto
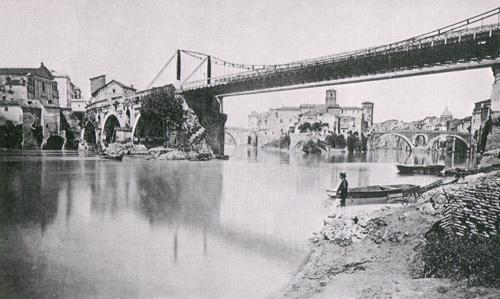
El puente en torno a 1875, con la pasarela metálica del siglo XIX.
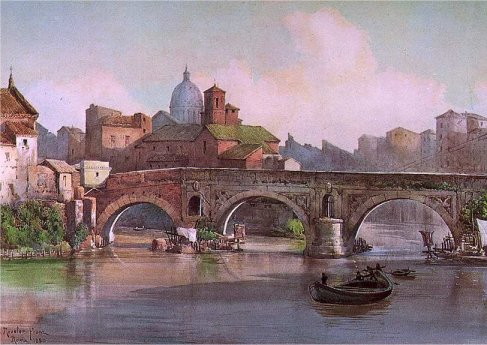
El Ponte Emilio en un cuadro de 1880 de Ettore Roesler Franz.